# محوطه غیاث‌آباد
محوطه غیاث آباد مربوط به دوران پیش از تاریخ ایران باستان تا دوران‌های تاریخی پس از اسلام است و در شهرستان املش، بخش رانکوه، روستای مربو واقع شده و این اثر در تاریخ ۲ بهمن ۱۳۸۲ با شمارهٔ ثبت ۱۰۷۰۵ به‌عنوان یکی از آثار ملی ایران به ثبت رسیده است.